# Ukit
uKit — российский конструктор сайтов от компании uKit Group.
Позволяет без знания программирования собрать сайт-визитку с формой заказа, сайт-одностраничник или небольшой интернет-магазин, самостоятельно оптимизировать ключевые страницы для поиска и опубликовать сайт в сети интернет на собственном домене или домене третьего уровня.
По данным РБК, на апрель 2016 года на платформе было создано 300 тысяч сайтов. По данным исследования RMAA Open Asia, в 2017 году число сайтов достигло миллиона, а 20% выручки давали платящие пользователи из-за рубежа.
Основными пользователями конструктора стали малые бизнесы из сферы услуг (таксопарки, строительные и ремонтные организации, предприятия общепита, частные образовательные учреждения и т. д.), индивидуальные предприниматели и организации из сферы ЖКХ.
Проект зарабатывает на ежемесячной абонентской плате. С марта по декабрь 2015 года система была полностью платной (с пробным периодом в 14 дней). С января 2016 года uKit перешёл на модель freemium - начал предоставлять неограниченную во времени бесплатную версию с возможностью перехода на платные тарифы. В июле 2017 конструктор вернулся к модели ограниченного по времени бесплатного периода для новых пользователей, сохранив freemium для старых пользователей.
11 декабря 2017 года разработчик uKit заявил, что выведет проект на ICO как составную часть платформы uKit AI, применяющей генеративные технологии в дизайне.

## История создания
Разработка сервиса началась в 2014 году внутри компании uCoz. Проект работает на технологиях HTML5, CSS3, MongoDB и Node.js.
Официальный запуск состоялся в марте 2015 года — и следующие 12 месяцев проект работал в режиме открытого бета-тестирования. В марте 2016 года конструктор вышел в стабильную версию, с тех пор команда разрабатывает бесплатные дополнения к нему.

## Принцип работы

### Управление сайтом в браузере
uKit — это SaaS-система, то есть, вся работа с сайтом происходит в браузере, а результаты — хранятся на облачном сервере. Для старта работы с системой нужно зарегистрироваться на сайте конструктора, выбрать шаблон и цветовую гамму будущего сайта.
При создании сайта владелец видит его так, как увидит и посетитель (WYSIWYG). Чтобы внести изменения в шаблон, достаточно добавить или удалить готовый блок, переместив его мышкой (drag’n’drop). Подготовка к SEO-продвижению также проходит в визуальном режиме. Система автоматически сохраняет изменения, формирует бэкапы и позволяет вернуться к разным вариантам дизайна сайта. До публикации в интернете сайт виден и доступен только владельцу.
После публикации владелец может подключить к сайту статистику Google или Яндекс и популярные почтовые сервисы. Дальнейшие изменения на сайте также производятся в браузере.

### Готовые блоки
Помимо добавления на сайт текстов, изображений, файлов и описаний для поисковых систем, конструктор предлагает готовые блоки для работы с посетителями сайта-визитки:
- Мотивационные — встроенный калькулятор услуг, кнопки «призыва к действию», таймер обратного отсчета, отзывы.
- Информационные — прайс-лист, карты Google и Яндекс, виджет погоды, видео.
- Обратная связь — обратный звонок, онлайн-чат, форма заказа, форма сбора почтовых адресов.
- Социальные — число подписчиков и ленты публикаций из «Вконтакте», Facebook, Instagram, Pinterest, SoundCloud.

Система также позволяет встраивать сторонние блоки (например, свой вариант календаря или калькулятор услуг), реализованные на языке JavaScript.

### Адаптивность
Сайты на uKit не имеют отдельной мобильной версии, а автоматически перестраиваются под экраны по сетке Bootstrap. Владелец сайта может предварительно посмотреть в браузере, как сайт выглядит на смартфоне, планшете и ПК.

## Особенности
Ключевая особенность системы — отсутствие разграничений по возможностям в бесплатной и платной версии. Отличие версий — в промо-баннере самого конструктора в нижней части опубликованного, но неоплаченного сайта.

### Тарифная политика
Изначально uKit создавался для тех, кто совсем не умеет верстать и программировать, и имел единый тариф за использование готовых блоков без рекламы. Цена за платную версию колебалась от $5 (при помесячной оплате) до $4 — при оплате на год вперед.
В 2016 году по просьбам частных пользователей и веб-студий были введены дополнительные тарифы с расширенными возможностями для дизайна и настройки HTML и CSS. Они вошли в тарифы «Премиум+» и Pro (от $8 и $12 в месяц, соответственно).
В 2017 году в конструкторе появился отдельный тариф для владельцев интернет-магазинов, включающий расширенные настройки.

### Предоставление https
С апреля 2017 года владельцы доменов второго уровня получили возможность бесплатно подключить SSL-сертификаты для своих сайтов на uKit.

### Создание сайтов из страниц в соцсетях
31 мая 2016 года заработал конвертер uKit Alt — система, которая автоматически создает сайт из контента на странице бизнеса в Facebook. Данные переносятся официально — по API соцсети, а сама страница продолжает существовать наравне с сайтом. uKit Alt собирает из соцсети отзывы клиентов, фотографии и публикации о компании и размещает их на шаблоне сайта. После переноса данных работа с сайтом ведется в конструкторе — использование редактора страниц и оплата происходят в обычном режиме.
17 апреля 2017 года была представлена вторая версия uKit Alt: пользователи получили возможность создавать сайты из личных профилей на Facebook, а также тестировать результат работы конвертера на примере любого публичного персонажа или бренда (без получения доступа к созданному сайту - он возможен только для реального владельца FB-страницы).
Помимо многоязычной версии для Facebook, разработчиками был заявлен выпуск версии конвертера для «Вконтакте». Версия сервиса для VK появилась в сентябре 2017 года - помимо стандартных опций импорта графической и текстовой информации из паблика или профиля пользователи соцсети получили возможность автоматического импорта товаров на сайт.

### Искусственный интеллект в конструкторе сайтов
8 сентября 2016 года в блоге на Хабрахабре команда uKit объявила, что приступает к разработке дополнения к конструктору: uKit AI — системы на основе нейросети, которая сможет переносить старые сайты с любых платформ и самостоятельно улучшать их дизайн и структуру на базе блоков конструктора. В основе работы проекта лежит принцип генеративного дизайна (метод, при котором программа выдает конечный результат, опираясь на набор правил и алгоритмов).
25 апреля 2017 года uKit AI получил приз зрительских симпатий на AI Conference - мероприятии, посвященном применению ИИ, нейросетей и машинного обучения в бизнесе.

### Работа по модели white label
Помимо прямой работы под собственным названием, uKit предоставляет свою платформу другим брендам по модели white label (концепция партнерства, при которой продукт производится одной компанией, а используется под марками других). Первым известным партнером конструктора по этой модели стал мексиканский доменный регистратор Pagina.mx.

## Критика

### Ограничение выбора цветов и шрифтов (до марта 2017)
До марта 2017 года к каждому шаблону в конструкторе были привязаны несколько готовых цветовых схем и одна комбинация шрифтов. Менять их произвольным образом было нельзя. Эта деталь отмечалась как недостаток в некоторых обзорах и отзывах на сервис.
«В uKit пользователь полностью создает сайт в визуальном режиме: просто, понятно, без специальных навыков. Где смогли, уже продумали за него, но и ограничили в свободах. То есть, например, желтым по белому написать не получится… Это же касается возможности написать заголовок Comic Sans 72-го кегля. Наборы типографик будут добавляться, но без возможности смешать Arial с Times» Евгений Курт, основатель проекта, в интервью Roem (3 марта 2015)
В 2016 году команда конструктора выпустила тариф Pro, который расширяет возможности по изменению цветов на сайте.
С 27 марта 2017 года пользователи получили возможность самостоятельно выбирать и настраивать комбинации из 15 предустановленных шрифтов.

### Ограничения на изменение страниц
Часть блоков в шаблоне сайта закреплена и не поддается полной кастомизации по желанию владельца: например, это шапка и подвал сайта, — если внести в них изменения для одной страницы, они отобразятся на всех страницах сайта.
«Давайте рассмотрим на конкретном примере: в пятничный вечер вы с телефона заходите на сайт бара-ресторана, с понятной целью узнать до которого часа он работает, найти телефон для брони и карту проезда. В 99 случаев из 100 — телефон оказывается на странице „Контакты“, адрес в подвале мелким шрифтом, а время работы не упомянуто в принципе… Мы собрали все ошибки, которые так любят допускать в бизнес-сайтах, и постарались сделать так, чтобы при всем старании сайты получались максимально юзабельными для конечного пользователя. Ведь если пользователь быстро нашел то, что искал, позвонил, заказал, написал — значит, сайт выполнил свое главное предназначение» Ирина Черепанова, директор по продукту в uKit, в статье на Хабрахабре (22 апреля 2015).

### Ограничение Функциональности интернет-магазина (до января 2017)
До 2017 года стандартная возможность «карточка товара» в uKit предполагал не покупку, а заявку на товар — без возможности автоматически положить его в корзину и оплатить онлайн. Для создания магазина полного цикла с корзиной товаров было интегрировано встроенное решение от Ecwid, которое требует дополнительную ежемесячную плату, если на сайте размещено более 10 товарных позиций.
В конце января 2017 года команда uKit выпустила собственный виджет корзины товаров, который позволяет формировать заказ без регистрации посетителя сайта . В марте того же года функционал вышел из тестовой версии и был включен в тариф Pro и новый тариф "Магазин". В мае владельцы магазинов на uKit получили возможность принимать оплату через международную систему Wallet One.